# Cooperación militar entre Bielorrusia y Venezuela
La cooperación militar entre Bielorrusia y Venezuela comenzó bajo el presidente Hugo Chávez. 
8 de diciembre de 2007, se firmó un acuerdo en Caracas sobre la creación de un sistema unificado de defensa aérea y EW por parte de especialistas militares bielorrusos en Venezuela. En 2008, diez asesores militares de las fuerzas armadas bielorrusas llegaron al país latinoamericano. Más tarde, su número aumentó. El general Oleg Paferov dirigió el grupo. Para 2013, los bielorrusos completaron su trabajo.
Del 28 de marzo al 18 de abril de 2008, 16 empleados del grupo Alfa (Agencia de Seguridad del Estado), el (SOBR) Tropas internas del Ministerio del interior de la República de Belarús, Servicio de seguridad del presidente de Bielorrusia y la sociedad deportiva Dinamo estuvieron en una expedición en Venezuela. El lema del evento fue «fuerzas especiales de países amigos en la lucha contra el terror internacional». Toda la expedición fue dirigida por Andrei Krasovsky, jefe del centro de entrenamiento especial de Dinamo. Las fuerzas especiales realizaron un taller de lucha contra el terrorismo, tomaron un curso de supervivencia en la jungla y el 11 de abril escalaron el Pico Bolívar.
En 2008—2011, los funcionarios de la DISIP/SEBIN visitaron Bielorrusia y recibieron un curso de entrenamiento del centro de entrenamiento de sociedad deportiva Dynamo y la 5.ª brigada especial separada.
En 2006—2011, la República de Bielorrusia suministró activamente armas a Venezuela, incluido el sistema de defensa aérea Bielorruso-ruso Pechora-2M (modernización C-125) y Tor-M1.

## Literatura
- Михайлевский, Е. Перспективное сотрудничество: Венесуэла — окно в Латинскую Америку для белорусского ВПК / Е. Михайлевский // ВПК. Беларусь. — 2012. — N.º 3. — С. 56—65.